# Иоганзен, Бодо Германович
Бодо Германович Иоганзен (9/22 января 1911 года, Томск — 23 сентября 1996 года, Томск) — советский и российский биолог, один из основоположников развития экологии как науки в СССР. Доктор биологических наук, профессор. Заслуженный деятель науки Российской Федерации. Ректор Томского государственного педагогического института (1964—1971).

## Биография
Родился 22 января (9 января) 1911 года в Томске в семье известного орнитолога, энтомолога и фенолога, преподавателя (впоследствии — профессора) Томского университета Г. Э. Иоганзена. В 1928 году поступил на зоологическое отделение физико-математического факультета ТГУ, в 1932 году окончил университет по специальности «ихтиология и гидрология».

## Профессиональная и научная деятельность
В 1932—1935 годах работал младшим, старшим научным сотрудником, заведующим научной части Западно-Сибирской рыбохозяйственной станции в г. Томске. С 1934 года началась научно-педагогическая деятельность Б. Г. Иоганзена в ТГУ ассистентом профессора М. Д. Рузского. В 1935 году утвержден в ученом звании доцента и назначен исполняющим обязанности заведующего кафедрой ихтиологии и гидробиологии ТГУ. В 1936 году защитил кандидатскую диссертацию на тему «Морфо-биологические особенности круглоротых Сибири». Одновременно в 1935—1941 году работал в Биологическом НИИ при ТГУ. В 1940—1942 годах и в 1944—1987 годах заведующий кафедрой ихтиологии и гидробиологии ТГУ. Более 30 лет был руководителем факультета ТГУ: сначала биологического факультета в 1939—1942 годах и в 1944—1948 годах, затем — биолого-почвенного факультета с 1954 по 1964 год и с 1973 по 1985 год Доктор биологических наук (1944), профессор (1945).
Около 20 лет читал лекции по дарвинизму в ТГПИ. С 26 июня 1964 год по 26 января 1971 год — ректор Томского государственного педагогического института (первый глава института с таким названием должности), в 1971—1972 годах — проректор ТГПИ по научной работе.
Автор около 800 научных работ.

## Награды
- Два ордена «Знак Почёта»
- Серебряная медаль ВДНХ

## Критика
Доктор биологических наук, профессор и заведующий кафедрой биомедицинских основ жизнедеятельности человека КГПУ имени В. П. Астафьева и профессор кафедры биофизики Института фундаментальной биологии и биотехнологии СФУ Л. Н. Медведев указывает, что «ещё в конце 80-годов Б. Г. Иоганзен и Е. Д. Логачёв — педагоги высшей школы — попытались возродить подзабытые антинаучные генетические идеи Лысенко».